# Elektrárna Kostolac B

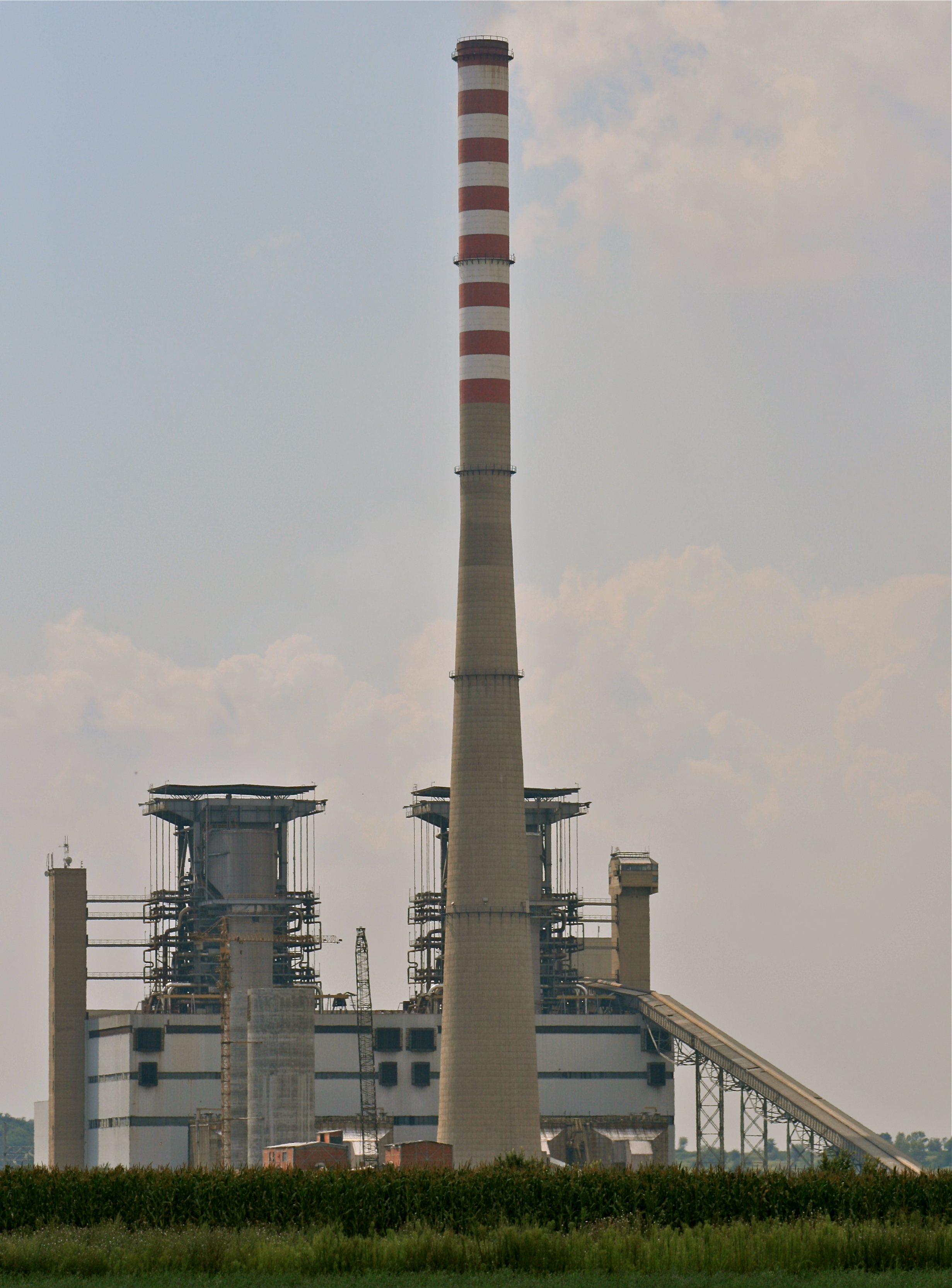
Pohled na elektrárnu

Elektrárna Kostolac B (v srbské cyrilici Костолац Б) se nachází v srbském Kostolaci, na východě země, u ústí řeky Mlavy do Dunaje. Spolu s elektrárnou Kostolac A tvoří jeden celek. Kostolac B vyrábí elektřinu spalováním hnědého uhlí (lignitu), ve dvou blocích (B1 a B2), každém o výkonu 348,5 MW. V Srbsku patří k nejmladším elektrárnám; první její blok byl zprovozněn v roce 1987 a druhý roku 1991.

## Zásobování uhlím
Pro elektrárnu Kostolac B je uhlí dodáváno pomocí dopravníku[zdroj?] přímo z nedalekého hnědouhelného dolu. Ten se nachází cca 1,5 km jihovýchodním směrem. Přestože byl zprovozněn stejně jako elektrárna v roce 1987, disponuje i po pětadvaceti letech provozu značnými rezervami uhlí. Důl je průběžně modernizován a navyšována je také i jeho kapacita.

## Historie
O výstavbě elektrárny, která by doplnila stávající Kostolac A bylo rozhodnuto v roce 1976. Protože se však vybrané místo nacházelo v oblasti nedaleko pozůstatků římského města Viminacium, bylo nezbytné provést archeologický průzkum. Ten probíhal v letech 1978–1981 a v souvislosti s ním byl přemístěn také hřbitov, patřící k vesnici Stari Kostolac a nakonec i několik římských památek. Vývoj archeologických prací však na několik let zablokoval zprovoznění plánového povrchového dolu "Drmno", který elektrárnu zásobuje uhlím. I přesto se však podařilo všechny historické památky zachovat. Náklady na celou operaci zaplatil investor elektrárny, který se také snažil, aby byly práce dokončeny do začátku stavby nové elektrárny. 
Už samo zahájení výstavby však bylo problematické. Původní datum muselo být kvůli investičním problémům odloženo. První slavnostní výkop se tak odehrál až 10. října 1982, v těsném sousedství vesnice Drmno a rodícího se povrchového dolu. Vzhledem k tomu, že nedaleká elektrárna Kostolac A se v téže době rozšiřovala o další blok (A1), a spolu s ním byl budován další povrchový důl, ukázala se investice do zcela nové elektrárny jako finančně příliš náročný krok. Jako obtížné se ukázalo splnění předem stanovených termínů. Na odborné komise, které se zabývaly výběrem vhodného vybavení pro celé zařízení, byl vyvíjen značný nátlak. Finanční komplikace nakonec vyřešil příchod dalšího partnera, kterým byl podnik Elektrovojvodina. 
Již v roce 1983 začalo být do rozestavěné elektrárny montováno potřebné vybavení. Kotle a navazující zařízení dodaly společnosti Minel kotlogradnja z Bělehradu, Slovenské energetické strojárne z Tlmačů a Sulzer ze Švýcarska. Kompromisní rozhodnutí bylo učiněno také i v případě turbogenerátorů. Pro první blok (B1) dodala stator polská společnost "Dol-Mel" z Wrocławi a rotor pak švýcarská firma BBC z Badenu. Druhý generátor byl vyroben v závodě Rade Končar v Záhřebu podle dokumentace švýcarské společnosti BBC. Stejná společnost pak dodala i budící soupravu. 
První zkušební testy byly provedeny 15. září 1985. Užití zařízení od různých výrobců a z různých zemí vedlo k tomu, že se vyskytly různé poruchy, a to jak při prvních zkouškách, tak i v pozdějších letech. 30. prosince 1987 byl první blok elektrárny Kostolac B konečně spuštěn a začal dodávat svých 348,5 kW elektrické energie do jugoslávské rozvodné sítě. Ve stejném roce začala těžba také i v nedalekém uhelném dole Drmno. 
Druhý blok B2, který disponuje stejným výkonem, byl zprovozněn teprve v lednu 1991. Důvodem pro odklad byla špatná platební morálka, což vedlo k neustálému odsouvání termínů a nakonec i dočasnému zablokování dodávek potřebného zařízení. Na bloku B2 navíc v létě téhož roku došlo k těžké nehodě a musel tak být dočasně odstaven. Dodavatel turbíny (společnost Rade Končar) odmítl obvinění, že by byl za nehodu odpovědný.[zdroj?] O několik měsíců později navíc explodovalo potrubí bloku B1. Turbogenerátor tohoto bloku tak musel být dočasně napojen na blok B2, neboť opravy potrubního systému by trvaly několik měsíců a na takovou dobu nebylo možné celou elektrárnu odstavit z provozu. 
V 90. letech uvalilo mezinárodní společenství na Svazovou republiku Jugoslávii sankce, což znamenalo i konec spolupráce a obchodu se zahraničními partnery. Pro elektrárnu Kostolac B to znamenalo především problém se získáváním potřebných náhradních dílů a nových zařízení. Mnohé se tak získávaly svépomocí, či nelegálními kanály a za vysokou cenu. Během bombardování na jaře 1999 přešla elektrárna na válečný provoz. 2. května 1999 zničila americká bomba transformátor, o dva dny později pak i rozvodnu.
V roce 2010 byla podepsána dohoda o revitalizaci obou bloků. O rok později pak začala několikaměsíční rekonstrukce bloku B2, na které pracovalo několik set lidí, a to jak ze Srbska, tak i zahraničí. Jednalo se o jednu z největších investic, kterou v dané době realizovala státní firma Elektroprivreda Srbije. Potřebné peníze zajistila čínská půjčka. Po dokončení revitalizace se výroba obou bloků zvýší o 100 MW, zlepší se efektivita obou bloků a prodlouží jejich životnost.